# Zoltán Hajdú
Zoltán Hajdú (ur. 16 stycznia 1961 w Nyíregyházie) – węgierski żużlowiec.

## Życiorys
Ośmiokrotny medalista indywidualnych mistrzostw Węgier: złoty (1982), pięciokrotnie srebrny (1980, 1983, 1984, 1990, 1992) oraz dwukrotnie brązowy (1979, 1981). Czterokrotny medalista mistrzostw Węgier w parach: trzykrotnie złoty (1981, 1982, 1983) oraz srebrny (1980). Siedmiokrotny medalista drużynowych mistrzostw Węgier: czterokrotnie złoty (1981, 1982, 1984, 1985), srebrny (1992) oraz dwukrotnie brązowy (1993, 1994).
Trzykrotny uczestnik finałów indywidualnych mistrzostw świata juniorów (Pocking 1980 – jako rezerwowy, Slaný 1981 – jako rezerwowy, Pocking 1982 – VI miejsce). Wielokrotny reprezentant Węgier w eliminacjach drużynowych mistrzostw świata, mistrzostwach świata par oraz indywidualnych mistrzostw świata (najlepszy wynik: Rybnik 1983 – XII miejsce w finale kontynentalnym). Finalista indywidualnego Pucharu Mistrzów (Elgane 1991 – VII miejsce). Zdobywca III miejsca w memoriale im. Eugeniusza Nazimka (Rzeszów 1994).
Startował w lidze polskiej, w barwach klubów Kolejarz Opole (1991–1994) oraz JAG Speedway Club Łódź (1995).